# Meeting Areva 2012
Meeting de Paris 2012 byl lehkoatletický mítink, který se konal 6. července 2012 v francouzském městě Paříž. Byl součástí série mítinků Diamantová liga.

## Výsledky
- Archiv výsledků zde [1]

### Muži
| Disciplína       | 1. místo                               | 2. místo                      | 3. místo                       |
| 100 m            | Tyson Gay 9,99                         | Justin Gatlin 10,03           | Christophe Lemaitre 10,08      |
| 800 m            | David Lekuta Rudisha 1:41,54 Rekord DL | Antonio Manuel Reina 1:45,62  | Alfred Kirwa Yego 1:45,68      |
| 5 000 m          | Dejen Gebremeskel 12:46,81             | Hagos Gebrehiwot 12:47,53     | Isiah Kiplangat Koech 12:48,64 |
| 400 m překážek   | Javier Culson 47,78                    | David Greene 47,84            | Félix Sánchez 48,56            |
| 3 000 m překážek | Paul Kipsiele Koech 8:00,57            | Brimin Kipruto 8:01,73        | Abel Mutai Kiprop 8:03,15      |
| Skok o tyči      | Renaud Lavillenie 577 cm               | Konstadinos Filippidis 562 cm | Björn Otto 562 cm              |
| Trojskok         | Leevan Sands 17,23 m                   | Karl Taillepierre 16,84 m     | Harold Correa 16,76 m          |
| Vrh koulí        | Dylan Armstrong 20,54 m                | Joe Kovacs 20,44 m            | Kim Juhl Christensen 20,02 m   |
| Hod oštěpem      | Ołeksandr Pjatnycia 85,67 m            | Vítězslav Veselý 83,93 m      | Jarrod Bannister 83,70 m       |

### Ženy
| Disciplína       | 1. místo                       | 2. místo                           | 3. místo                           |
| 200 m            | Murielle Ahouréová 22,55       | Bianca Knight 22,64                | Charonda Williamsová 22,70         |
| 400 m            | Amantle Montshoová 49,77       | Novlene Williamsová-Millsová 49,95 | Francena McCororyová 50,27         |
| 1500 m           | Mariem Alaoui Selsouli 3:56,15 | Aslı Çakır Alptekinová 3:56,62     | Abeba Aregawiová 3:58,59           |
| 100 m překážek   | Sally Pearsonová 12,40         | Ginnie Crawford 12,59              | Tiffany Porterová 12,74            |
| 3 000 m překážek | Habiba Ghribiová 9:28,81       | Lidya Chepkurui 9:29,02            | Sofia Assefaová 9:29,57            |
| Skok do výšky    | Chaunté Howardová 197 cm       | Ołena Hołosza 195 cm               | Ruth Beitiaová 192 cm              |
| Skok daleký      | Jelena Sokolovová 670 cm       | Shara Proctorová 665 cm            | Éloyse Lesueurová 656 cm           |
| Hod diskem       | Dani Samuelsová 61,81 m        | Sandra Perkovićová 61,46 m         | Mélina Robertová-Michonová 61,04 m |